# Josef Haas
Pour les articles homonymes, voir Haas.
Josef Haas, dit Sepp Haas, né le 3 août 1937 et mort le 18 janvier 2024, est un skieur suisse, médaillé olympique en ski de fond aux Jeux olympiques de Grenoble en 1968.

## Biographie
Sepp Haas naît le 3 août 1937 et meurt le 18 janvier 2024.

## Carrière
Il est le premier médaillé olympique suisse en ski de fond.

## Jeux olympiques
- Jeux olympiques d'hiver de 1968 à  Grenoble
  -  Médaille de bronze sur 50 km.